# 春見文勝
春見 文勝（かすみ ぶんしょう、1905年（明治38年）12月25日 - 1998年（平成10年）10月17日）は、日本の僧侶。臨済宗妙心寺派第29代管長、妙心寺642世、海清寺住職、全日本仏教会会長。道号・諱は文勝無覚、室号は「南隠窟」「南陽室」「喝雲窟」「大楠窟」「大楠樹」「自春見」「大楠」遷化時の「大楠」には窟は付けない。

## 略歴

### 出生から得度と大学入学
1905年（明治38年）12月25日に岐阜県美濃加茂市にて、父は兼四郎、母はひさの三男として生まれる。男五人、妹一人の六人兄弟。1919年（大正8年）に美濃加茂市の瑞林寺大崎文渓和尚に就て得度。1923年（大正12年）には京都の花園中学入学。1931年（昭和6年）法政大学高等師範部卒業、法政大学に入学。

### 円福僧堂時代
そして在学中に京都八幡にある臨済宗妙心寺派の専門道場円福僧堂に掛搭したのである。僧堂老師は神月徹宗であった。そして1934年（昭和9年）には法政大学法文学部を卒業した。1937年（昭和12年）に高知での交通事故により師匠の神月徹宗は遷化した。その後は僧堂老師となった井沢寛州に師事し、嗣法する。

### 海清僧堂師家時代
1943年（昭和18年）には西宮海清寺の住職になる。翌年1944年（昭和19年）には得度師匠の瑞林寺大崎文渓が遷化した。
海清寺は妙心寺派の寺院で開山は妙心寺開山の無相大師から唯一人その法を嗣いだ、授翁宗弼禅師の法嗣で妙心寺三世の無因宗因禅師という名刹。そして明治の終わり、瑞岡淡海と南天棒・中原鄧州のときに僧堂が開単されたが、1925年（大正14年）には中原鄧州の遷化とともに僧堂は閉単。春見文勝は、1949年（昭和24年）に海清寺を専門道場として再開単した。1954年（昭和29年）海清寺の本堂を改築する。この年には師匠の井沢寛州が遷化。1972年（昭和47年）海清寺に五階建ての楠会館を新築、当時の時代としては近代的な寺の建物であった。1975年（昭和50年）には三階建ての坐禅堂を新築。
海清僧堂師家として1949年（昭和24年）から1998年（平成10年）の間、ほぼ半世紀50年務めた。

### 妙心寺派管長そして遷化まで
1990年（平成2年）、妙心寺派管長、大本山妙心寺住職、東海庵兼務住職（-1994年（平成6年））、全日本仏教会会長（-1992年（平成4年））を務めた。1998年（平成10年）10月17日に遷化、世寿94歳。

## 春見自身の思い出 『雲水の一生』春見文勝著より
春見文勝の思い出である。

### 苦学生の小さな喜び　久松真一先生
『花園中学の時代、近くの妙心寺境内塔頭の春光院の奥の離れに久松真一先生がおられた。まだ京都大学助教授か講師の頃であったろうか。日曜の朝、千五百坪もある境内をずーと掃除して先生の庭先まで行くと饅頭を出して「おあがりなさい」とねぎらって下さった。若く見るからに美男。まことにやさしい先生であった。あんな方に奥さんがいないのも不思議である。将校マントを品よく着こなし、時々は少しお酒を召し上がったのかほんのり赤い顔の先生が今も目に浮かぶ。』

### 金を持たず借金の保証をして大目玉
『僧堂の開単に大いに私財を提供してくれた仁が商売の不況におちいり、私は保証の受印を捺したばかりに毎月々の支払いに困却しているのを、安宅産業の神田正吉社長が知り、平常は温厚な人だのにきつく、たこつられた。
社長に借金の証文を書かされて一週間目に社長言く、「持たん金の保証は絶対してはいけません。惜しい金でも持っている金なら無条件で差し上げなさい。それ以上はお断りしても失礼になりません。今後これだけは厳格に守ると約束して下さい」と言って証文を破ってくれた。これは大楠一生の鉄則として今日も守っている。』

## 人物
1984年（昭和59年）に亡命中のダライ・ラマとインドで会見している。

## 法嗣弟子
- 西片擔雪 (臨済宗妙心寺派管長　生没1922～2006)

## 著書
- 『南天棒-禅に生きる傑僧』春見文勝著 春秋社発行 1963
- 『雲水の一生』春見文勝著 限定出版 千眞工藝発行 1972
- 『無因録並印度佛蹟』春見文勝編 海清寺専門道場発行 1979
- 『提唱碧巌集』春見文勝著 海清寺専門道場 1982
- 『無門関』春見文勝著 海清寺専門道場 朝日カルチャーセンター 1985
- 『般若心経の小話』春見文勝著 春秋社発行 1987
- 『自筆　臨済録』春見文勝著 海清寺専門道場 禅文化研究所発行 1988
- 『白隠禅師 坐禅和讃法話』春見文勝著 春秋社 1991